# Lee Ka Yi
Pour les articles homonymes, voir Chan.
Lee Ka-Yi, née le 25 novembre 1993 à Hong Kong, est une joueuse professionnelle de squash représentant Hong Kong. Elle atteint en mars 2025 la 32e place mondiale sur le circuit international, son meilleur classement. Elle remporte l'épreuve par équipes des Jeux asiatiques en 2018. Elle est championne de Hong Kong en 2021 et 2023.

## Biographie
Elle participe aux championnats du monde 2018-2019 où elle s’incline au premier tour face à Hania El Hammamy. Elle intègre en novembre 2019 le top 50 mondial.

## Palmarès

### Titres
- Championnats de Hong Kong : 2 titres (2021, 2023)
- Championnats d'Asie par équipes : 2022

### Finales
- Open Squash Classic 2024